# Treze Tílias
Treze Tílias is een gemeente in de Braziliaanse deelstaat Santa Catarina. De gemeente telt 6.004 inwoners (schatting 2009).

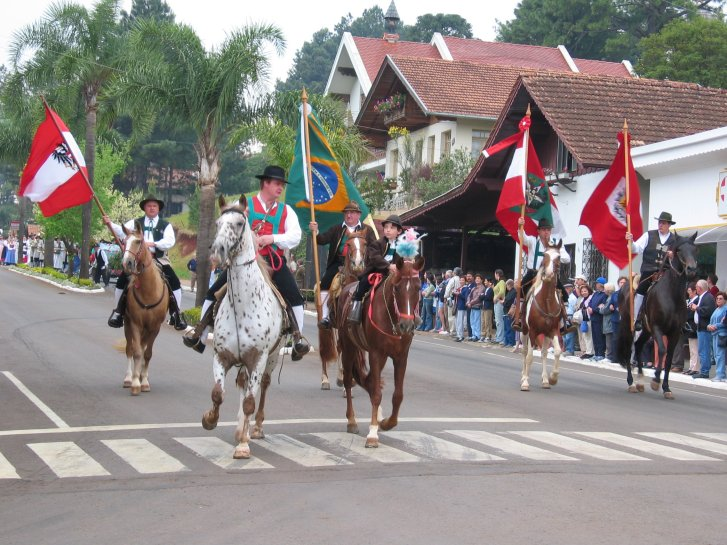
Tirolerfest in Treze Tílias

## Aangrenzende gemeenten
De gemeente grenst aan Água Doce, Arroio Trinta, Ibicaré, Iomerê en Salto Veloso.